# Dolichopeza (Nesopeza) major
Dolichopeza (Nesopeza) major is een tweevleugelige uit de familie langpootmuggen (Tipulidae). De soort komt voor in het Oriëntaals gebied.